# Ясна Поляна (Шосткинський район)
Ясна Поля́на — село в Україні, у Середино-Будській міській громаді Шосткинського району Сумської області. Населення становить 23 осіб. До 2020 орган місцевого самоврядування — Великоберізківська сільська рада.

## Географія
Село Ясна Поляна знаходиться на лівому березі річки Знобівка, вище за течією на відстані 1,5 км розташоване село Велика Берізка, нижче за течією на відстані 0,5 км розташоване село Голубівка, на протилежному березі — села Новий Світ (ліквідоване в 1988 р.) і Троїцьке. Через село проходить автомобільна дорога Т 1908.

## Символіка
На гербі зображена гілочка берези на червоному тлі та дикий кабан на жовтому тлі. Березова гілочка вказує на історичні назви населених пунктів  яких зараз складається село. Кабан - великий лісовий масив біля села. Кольорова гама і кабана з гілочкою - ясна галявина (поточна назва села).

## Історія
До революції на території нинішньої Ясної Поляни знаходилися два населених пункти: хут. Берізка (хут. Берізківський — 1765—1768, 1799—1801 рр., хут. Берізка — 1779—1781 рр., хут. Мала Берізка — 1859, 1897 рр.) і хут. Березівський (хут. Березівський — 1799—1801 рр., хут. Олександрівка — 1859, 1892, 1901 рр., хут. Олександрівський — 1897 р.).
Хутір Берізка був заснований у другій чверті XVIII століття молодшим сином полтавського полковника Василя Васильовича Кочубея — Петром Васильовичем Кочубеєм (? — 23.07.1769). Він розташовувався за два-три кілометри на північний захід від Великої Берізки і на момент проведення Румянцевим опису Малоросії 1765—1768 рр. налічував 11 бездворових хат, що були у володінні засновника хутора.
23 липня 1769 року Петро Васильович Кочубей помер. Після його смерті хутір успадкував його брат — глухівський підкоморій і предводитель дворянства Глухівського повіту Василь Васильович Кочубей, який в 1779—1781 рр. володів в ньому 11 хатами і млином на річці Знобівка.
У 1781 році В. В. Кочубей віддав хутір Берізку в придане своїй донці Єлизаветі Василівні Кочубей (? — 05.1800), а після її смерті і смерті її чоловіка, надвірного радника Івана Андрійовича Марковича (1742—1814), він перейшов у спадок до їхньої доньки Пульхерії Іванівні Маркович (бл. 1775 — після 1836), яка в 1816 році володіла в ньому 27 ревізькими душами.
Наприкінці 30-х — початку 40-х років XIX століття Пульхерія Іванівна або її спадкоємці продали хутір титулярному раднику Петру Петровичу Гусакову, який був одружений з їхньою далекою родичкою Параскою Василівною Скоропадською, правнучкою полтавського полковника В. В. Кочубея.
Напередодні скасування кріпацтва, в 1859 році, П. П. Гусаков володів у Великій і Малій Берізках 185 кріпаками чоловічої статі і гуральнею в Малій Берізці.
Через кілька років після скасування кріпацтва П. П. Гусаков продав малоберезківську гуральню лікаря і підприємцю Родіону Георгійовичу Біловському. Однак той її незабаром закрив, і Мала Берізка почала приходити в запустіння. Якщо в 1795—1801 рр. в ній значилося 23 жителя чоловічої статі, а в 1859 році — 8 дворів і 40 жителів, то до 1897 року залишився всього 1 двір, в якому проживав 1 житель.
За декілька сотень метрів від Малої Берізки, по обидві сторони дороги, що веде з Великої Берізки в Голубівку, знаходився хутір Березівський.
Він був заснований в кінці XVIII століття, після опису Новгород-Сіверського намісництва 1779—1781 рр., і вперше згадувався в матеріалах ревізії 1795 року.
У першій половині XIX століття хут. Березівський був перейменований в Олександрівку, а на початку ХХ століття об'єднаний з хут. Мала Берізка в один населений пункт. Відтоді він згадувався в списках населених місць Чернігівської губернії під подвійною назвою — хут. Олександрівка (Мала Берізка) — 1913, 1917 рр., хут. Олександрів (Мала Берізка) — 1923 р., а з 1926 року під своєю назвою (сел. Олександрівка (1926), село Олександрівське (1962)). 17 серпня 1964 село Олександрівське було перейменовано в Ясну Поляну. Під такою назвою воно існує і донині.
З 1894 року в Олександрівці працювала школа грамоти, в якій на 1 січня 1899 року навчалося 22 хлопчика.
12 червня 2020 року, відповідно до Розпорядження Кабінету Міністрів України № 723-р «Про визначення адміністративних центрів та затвердження територій територіальних громад Сумської області» увійшло до складу Середино-Будської міської громади.
19 липня 2020 року,  в результаті адміністративно-територіальної реформи та ліквідації Середино-Будського району, село увійшло до Шосткинського району.

## Пам'ятки
- Старовинний парк та залишки колишньої панської садиби.